# Tommy Nilsson (żużlowiec)
Tommy Nilsson (ur. 10 marca 1955 w Sztokholmie) – szwedzki żużlowiec.
W 1977 r. jedyny raz w karierze wystąpił w finale indywidualnych mistrzostw świata, zajmując w Göteborgu IX miejsce. Trzykrotnie reprezentował Szwecję w finałach drużynowych mistrzostw świata (Wrocław 1977, Long Beach 1985, seria turniejów 1986), za każdym razem zajmując IV miejsca. W 1986 r. uczestniczył w finale mistrzostw świata par w Pocking, zajmując wspólnie z Janem Anderssonem IV miejsce.
Pięciokrotnie zdobył medale indywidualnych mistrzostw Szwecji: złoty (Mariestad 1983), trzy srebrne (Kumla 1977, Eskilstuna 1982, Målilla 1985) oraz brązowy (Vetlanda 1981).
Ojciec Kima Nilssona, również żużlowca.